# Masdevallia aptera
Masdevallia aptera är en orkidéart som beskrevs av Carlyle August Luer och L.O'shaughn. Masdevallia aptera ingår i släktet Masdevallia och familjen orkidéer. Inga underarter finns listade i Catalogue of Life.